# Jacques Lefèvre
Jacques Édmond Émile Lefèvre (* 1. Februar 1928 in Marseille; † 12. Januar 2024 in La Rochelle) war ein französischer Säbelfechter.

## Erfolge
Jacques Lefèvre wurde 1949 in Kairo und 1950 in Monte Carlo mit der Mannschaft Vizeweltmeister. Zudem gewann er mit ihr 1954 in Luxemburg, 1965 in Paris und 1966 in Moskau Bronze. Fünfmal nahm er an Olympischen Spielen teil: 1948 belegte er in London in der Mannschaftskonkurrenz den fünften Rang mit der französischen Equipe, während er im Einzel als Vierter knapp das Podium verpasste. Bei den Olympischen Spielen 1952 in Helsinki beendete er den Mannschaftswettbewerb dagegen hinter Ungarn und Italien auf dem dritten Platz und erhielt so mit Jean Levavasseur, Jean-François Tournon, Bernard Morel, Jean Laroyenne und Maurice Piot die Bronzemedaille. Im Einzel wurde er Sechster. Vier Jahre darauf verpasste er in Melbourne jeweils als Vierter im Einzel und im Mannschaftswettbewerb erneut einen weiteren Medaillengewinn. In Rom schied er 1960 in der Vorrunde des Einzels aus und erreichte den fünften Platz mit der Mannschaft. Mit der französischen Equipe belegte er bei den Olympischen Spielen 1964 erneut den vierten Rang und schloss die Einzelkonkurrenz auf dem neunten Rang ab.